# One
"One" er en sang fra bandet Metallica som blev skrevet af vokalist/rytme guitaristen James Hetfield og trommeslageren Lars Ulrich. Sangen kom fra deres album ...And Justice for All. Det er blandt bandets mest populære af de stille sange som vandt en grammy i 1990 for Best Metal Performance.

## Sangens opbygning
Før musikken starter er der en del lydeffekter de første 17 sekunder som helikopterlyd og eksplosioner der stille toner ud da guitarspillet begynder af James Hetfield. Kirk Hammett kommer så ind med en ren guitarsolo. Sangens tempo stiger da trommerne spillet af Lars Ulrich kommer ind. Ved omkvædet bliver guitarspillet meget tungt (heavy) og ved omkvædets slutning toner det tilbage til et rentonet guitarspil. 

## Handling
Sangen handler om en mand der har mistet de fleste af hans sanser og hans livskvalitet under en krig. Derfor starter sangen også med lydeffekter fra en krig, bl.a. i form af en helikopter og eksplosioner. Når Metallica optræder live laves disse effekter gerne med fyrværkeri.